# 新加坡酒店协会酒店与旅游管理学院
新加坡酒店协会酒店与旅游管理学院（简称: SHATEC）于1983年由新加坡饭店协会成立，以强化新加坡酒店业的劳动队伍。

## 位置
SHATEC的主校区位于武吉巴督22街21号。
其学生经营的食堂位于“Enabling Village”，一个专为培训而设的庄园。

## 学校和部门
- 研究所的住宿、旅游和商业的研究
- 研究所食品和饮料
- 研究所的烹饪艺术